# Duplachionaspis monodi
Duplachionaspis monodi är en insektsart som först beskrevs av Charles E. Rungs 1943.  Duplachionaspis monodi ingår i släktet Duplachionaspis och familjen pansarsköldlöss. Inga underarter finns listade i Catalogue of Life.